# Pháo dã chiến

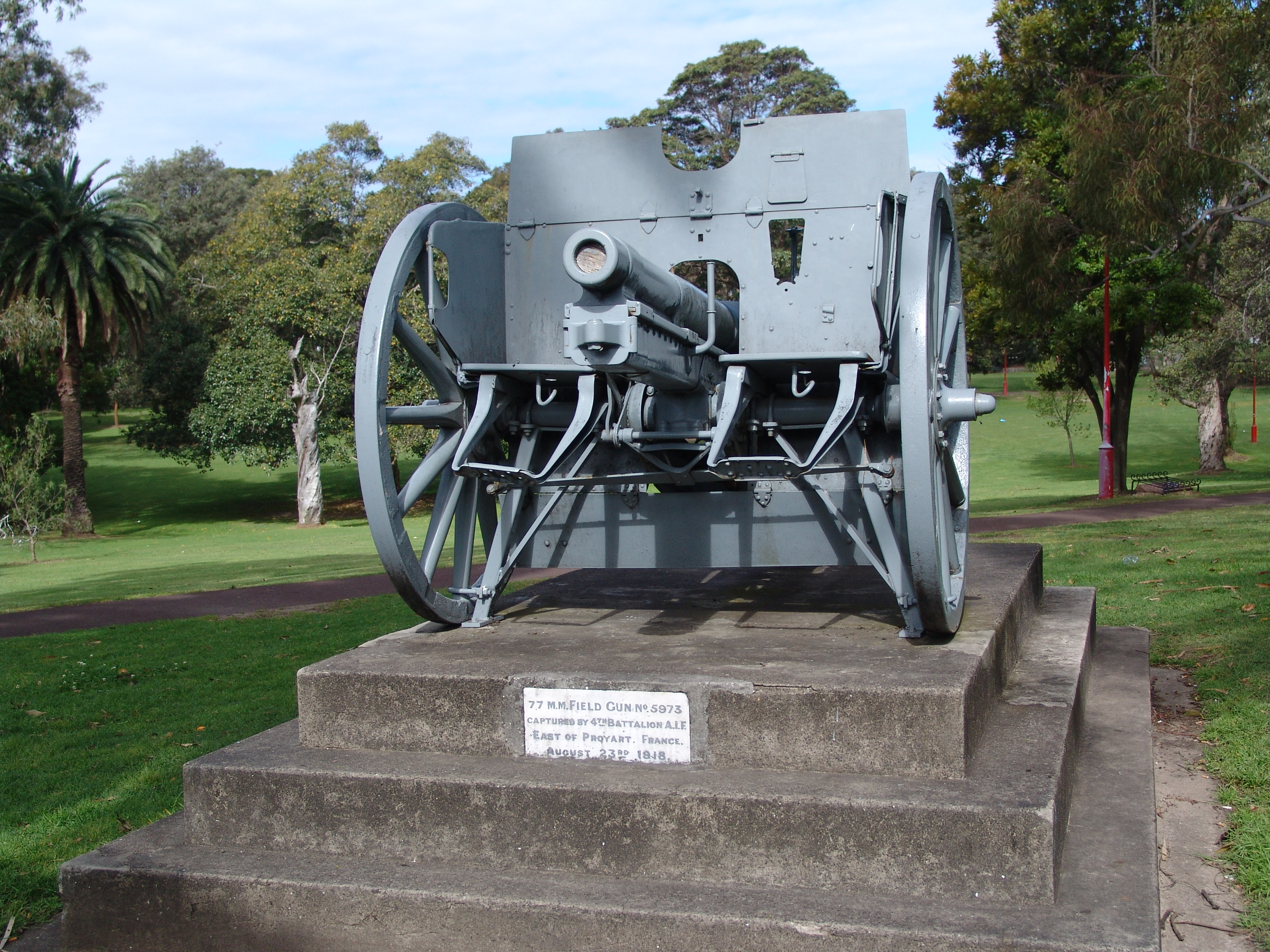
Một khẩu pháo dã chiến của Đức sử dụng trong thế chiến thứ Nhất

Pháo dã chiến là các loại pháo nhỏ có thể di chuyển nhanh chóng bởi một nhóm các pháo thủ hay với sự trợ giúp của các phương tiện cơ giới hạng nhẹ để đi xung quanh hay trong vùng chiến sự để hỗ trợ cho việc tấn công và phòng thủ của các lực lượng đồng minh. Nó không giống như các loại pháo dùng để sử dụng trong các cuộc bao vây vốn rất nặng, lớn và khó di chuyển thậm chí di chuyển rất chậm như lựu pháo hay sơn pháo.

## Sử dụng trong các cuộc chiến trước thế chiến
Trung Quốc đã sử dụng các khẩu pháo dã chiến để cố thủ Vạn lý trường thành trước các cuộc tấn công của quân Mông Cổ, chúng thường được cất trong các tháp canh để chống bị mòn hay hư hại như các súng thần công đặt cố định bên ngoài. Ngay khi có tín hiệu báo động các quân trấn giữ thành sẽ vác chúng ra đặt vào vị trí một cách nhanh chóng và khai hỏa để phòng thủ. Sau này quân Mông Cổ cũng đã có được loại súng này và chúng đã giúp họ tấn công vào Trung Hoa.
Ở phương Tây, loại pháo dã tiếng nổi tiếng nhất có lẽ được sử dụng bởi Napoleon với bánh xe rất lớn giúp chúng di chuyển nhanh đến địa điểm cần thiết trên chiến trường và nã pháo vào đội hình của đối phương ở địa điểm thuận lợi gây mất tâm lý chiến đấu của đối phương và tăng hiệu quả của bộ binh. Vì pháo binh di chuyển nhanh đã phát huy tối đa hiệu quả và giúp ông giành chiến thắng trong nhiều cuộc chiến, Napoleon đã nói: "Bộ binh tham gia trận chiến, pháo binh quyết định nó và kỵ binh thu hoạch nó".

## Chiến tranh thế giới thứ nhất
Với việc bùng nổ của thời đại pháo tiếp tục tiếp diễn các nước đua nhau chế tạo các loại trọng pháo cực lớn và vô dụng, thì pháo dã chiến sử dụng các loại đạn cùng cỡ trước đó đã có thể di chyển nhanh, cơ động và hiệu quả hơn nhiều nếu so với các loại trọng pháo lớn thường chỉ có thể di chuyển bằng tàu hỏa. Trong giai đoạn này chúng thường đóng vai trò như các loại lựu pháo cơ động để tấn công chiến hào của đối phương với trọng lượng tương đối nhẹ nếu so với các loại pháo trước đây và có sự hỗ trợ của các phương tiện cơ giới hạng nhẹ xuất hiện lúc này càng làm chúng trở nên cơ động hơn.

## Chiến tranh thế giới thứ hai

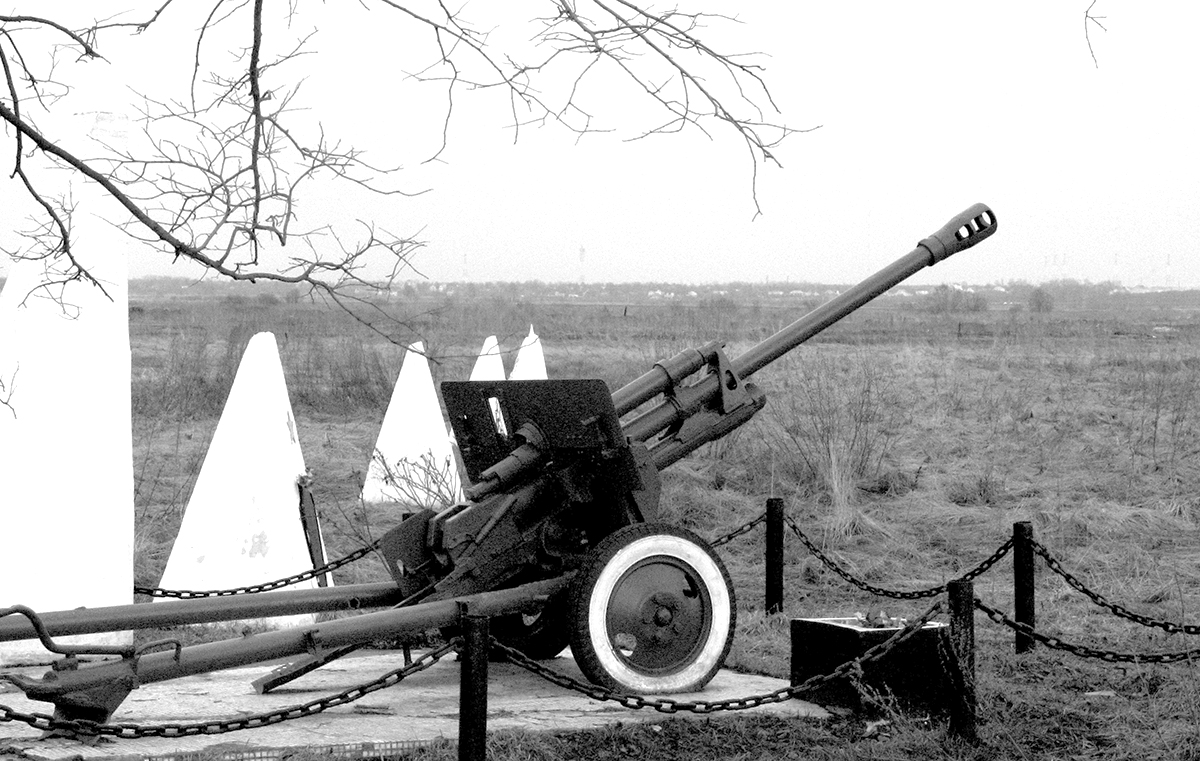
Một khẩu pháo dã chiến chống tăng đã từng bảo vệ thành phố Leningrad.

Pháo binh tiếp tục đóng vai trò quan trọng trong việc bắn xa hỗ trợ bộ binh tác chiến. Cũng như độ cơ động giúp chúng có thể rút đi trước khi đối phương tiến đến vị trí đặt pháo và thiết lập lại hệ thống ở vị trí thuận lợi mới để tiếp tục tác chiến. Trong giai đoạn này pháo dã chiến cũng được dùng nhiều cho việc chống tăng và chống máy bay.

## Sau chiến tranh thế giới thứ hai
Các pháo dã chiến sau này được thiết kế để có thể bắn các loại đạn hạt nhân trong chiến tranh lạnh từ cả hai phe nhưng ngoài việc thử nghiệm thì chúng chưa bao giờ được mang ra sử dụng.
Pháo dã chiến đã được sử dụng trong chiến dịch Điện Biên Phủ trong Chiến tranh Việt Nam và đã phát huy vai trò quan trọng của pháo binh trong chiến dịch này cũng như đã góp phần quan trọng trong việc giành chiến thắng cho Quân đội nhân dân Việt Nam trước quân đội Pháp.

## Hiện tại
Các loại pháo dã chiến hiện nay rất cơ động và ngày càng được nâng cấp để có thể bắn được nhanh hơn, xa hơn và chính xác hơn. Chúng thường sử dụng loại đạn dưới 105 mm nhưng hiện tại đã được thay thế hầu hết bằng các cỡ đạn lớn hơn (tiêu chuẩn hiện giờ là 155 mm của NATO hay 152 mm của Nga) vì hiện tại có nhiều phương tiện giúp việc kéo pháo dễ dàng hơn cũng như thiết kế giảm trọng lượng súng nhưng vẫn cố gắng giữ được sức mạnh, các khẩu pháo dã chiến này cũng có thể trở thành các loại pháo tự hành với một bộ khung riêng di chuyển khá nhanh. Tuy vậy với sự xuất hiện của súng phóng tên lửa và pháo tự hành hạng nặng thì vị trí của pháo dã chiến trên chiến trường đã có phần giảm đi nhưng với điểm mạnh là tốc độ di chuyển và độ cơ động cao pháo dã chiến vẫn còn được sử dụng nhiều trên chiến trường như một loại vũ khí hỗ trợ bộ binh với tầm bắn xa và dày đặc nếu xếp thành một trận địa pháo và việc này pháo dã chiến có thể thực hiện một cách nhanh chóng.